# Iven Carl Kincheloe, Jr.
Iven Carl Kincheloe, Jr. (2 juillet 1928 - 26 juillet 1958) est un pilote d'essai américain, premier pilote à franchir la barre des 100 000 pieds (30 500 mètres) sur Bell X-2 en 1956. Décoré de la Silver Star et de la Distinguished Flying Cross, il est considéré comme un as de la guerre de Corée.

## Biographie

### Jeunesse
Kincheloe est né à Détroit (Michigan), mais a grandi à Cassopolis (Michigan). Il était intéressé par l'aéronautique dès son plus jeune âge. Il a fréquenté l'Université de Purdue, où il s'est spécialisé dans l'ingénierie aéronautique, a rejoint le ROTC. Lors de l'été 1948, le cadet de ROTC a pu rencontrer Chuck Yeager et a pu s'asseoir dans le cockpit du Bell X-1. 

### La guerre de Corée
Après avoir reçu son diplôme d'ingénieur aéronautique en 1949, Kincheloe obtint ses ailes de pilote de l'US Air Force en 1950. Il fut alors affecté un an en tant que pilote d'essai sur F-86E à la base aérienne d'Edwards avant d'être promu premier lieutenant et transféré en Corée en 1951. Pendant la guerre, il effectua 30 missions sur F-80 et 101 sur F-86. Crédité de 5 victoires aériennes contre des MIG-15 (toutes obtenues sur F-86), il obtint une Silver Star et devint le 10ème as américain sur jet avant de retourner aux États-Unis en mai 1952. À cette époque, il avait atteint le grade de capitaine.

### Après guerre
Après la guerre, il devint à nouveau  pilote d'essai, participant aux essais des avions de chasse de la Century Series Fighters  (F-100 Super Sabre, F-101 Voodoo, F-102 Delta Dagger, F-104 Starfighter, F-105 Thunderchief, et F-106 Delta Dart).
Au milieu des années 1950, il rejoignit le programme Bell X-2 et réalisa son vol record au dessus de 100 000 pieds le 7 septembre 1956. Il fut alors considéré à l'époque comme "le premier homme dans l'espace", bien que l'altitude de 100 000 pieds soit inférieure à la ligne de Kármán désormais officiellement adoptée par la Fédération Aéronautique Internationale comme la limite entre l'atmosphère terrestre et l'espace.
Le 26 juillet 1958, aux commandes d'un F-104A suiveur, Kincheloe fut victime d'une panne de réacteur peu après le décollage de la base aérienne d'Edwards. Son appareil étant équipé d'un système d'éjection vers le bas (et non vers le haut comme sur les modèles plus récents) et se pensant hors des limites d'utilisation de ce système compte tenu de la faible hauteur au moment des faits, il effectua un demi-tonneau avant d'actionner la poignée d'éjection. À l'issue de la séquence, son parachute parvint à se déployer, mais à une hauteur insuffisante, et il fut tué à l'impact.

## Postérité
Un prix, le prix Iven C. Kincheloe, a été créé en sa mémoire par l'organisation américaine Society of Experimental Test Pilots (SETP).